# Gwynedd
Gwynedd [ˈgwɪnəð] ist eine der 22 Principal Areas von Wales. Gwynedd ist auch ein Preserved County und eine ehemalige Verwaltungsgrafschaft, umfasst als solche aber zusätzlich noch die Insel Anglesey. Ein Preserved County in Wales umfasst den Zuständigkeitsbereich der zeremoniellen Ämter Lord Lieutenant und High Sheriff. Gwynedd ist auch der Name eines historischen Königreichs in Wales.

## Orte
- Aberdaron, Aberdyfi, Abererch, Abergwynant, Aberllefeni, Abersoch
- Bala, Bangor, Barmouth, Beddgelert, Bethesda, Blaenau Ffestiniog, Borth-y-Gest
- Caernarfon, Criccieth, Cilan Uchaf, Clynnog-fawr, Corris, Corris Uchaf, Croesor, Crymlyn, Cwmtirmynach
- Dolgellau, Dyffryn Ardudwy
- Efailnewydd
- Fairbourne, Ffestiniog, Ffridd Uchaf
- Gwastadnant
- Harlech
- Islawr-dref
- Llanbedr, Llanbedrog, Llanberis, Llanengan, Llanfair, Llanllifny, Llannor, Llanystumdwy, Llwyngwril
- Maentwrog, Minfford, Morfa Nefyn
- Nant Gwynant, Nefyn
- Penygroes, Penmaenpool, Penrhyndeudraeth, Pentre Gwynfryn, Porthdinllaen, Porthmadog, Portmeirion, Pwllheli
- Rhyd Ddu
- Talsarnau, Trawsfynydd, Trefor, Tremadog, Tywyn
- Waunfawr
- Y Felinheli

## Das Königreich Gwynedd
Von der frühen Besiedlung der Region zeugen Megalithbauwerke wie Kromlechs (Steinkreise), wie zum Beispiel auf dem Moel Ty-uchaf, und Tumuli (Hügelgräber). Die Römer eroberten Gwynedd im 2. Jahrhundert und errichteten bei Kanovium (Caerhun) und Segontium (Caernarfon) Befestigungen.
Nach dem Rückzug der Römer wurde Wales im 5. Jahrhundert in vier Königreiche aufgeteilt. Das Königreich Gwynedd (lateinisch Venedotia) war eines davon, allerdings bedeutend größer als heute. Der Gründer war nach der Überlieferung Historia Brittonum („Geschichte der Briten“, 9. Jh.) des Nennius ein britonischer Häuptling namens Cunedag oder Cunedda, auf den die Herrscher Gwynedds ihre Abstammung zurückführten. Das neue Königreich erstreckte sich rund um den Snowdon (Snowdonia) und schloss die Insel Anglesey ein. Sitze der Macht, königliche Paläste waren die Llys, wie der ausgegrabene Llys Rhosyr. Zeugen der Christianisierung sind zwei christliche Grabplatten, die heute in der normannischen Kirche St. Mary and Bodfan in Llanaber bei Barmouth aufbewahrt werden.
Während der normannischen Eroberung ab 1066 konnten die walisischen Königreiche größtenteils ihre Unabhängigkeit bewahren. Gwynedd gelang es in dieser Zeit unter Owain Gwynedd, Llywelyn dem Großen und Llywelyn dem Letzten seine Vormachtstellung auszubauen. Mit der Eroberung von Wales durch Eduard I. 1283 verlor Gwynedd seine Eigenständigkeit.

## Von der Verwaltungsgrafschaft zum County
1974 wurde aus den Grafschaften Anglesey, Caernarfonshire und Merionethshire im Nordwesten von Wales eine neue Verwaltungsgrafschaft gebildet, die in Anlehnung an das alte Königreich den Namen Gwynedd erhielt. Gwynedd wurde in die Districts Aberconwy, Arfon, Dwyfor, Meirionnydd und Anglesey gegliedert.
Im Rahmen einer weiteren Verwaltungsreform wurde in Wales die zweistufige Verwaltungsgliederung aufgehoben. Anglesey wurde zu einer eigenen Principal Area erhoben und aus den Districts Arfon, Dwyfor und Meirionnydd wurde die Principal Area Gwynedd gebildet. Der District Aberconwy wurde der Principal Area Conwy County Borough zugeschlagen. Die heutige Principal Area Gwynedd besitzt den Status eines County. In den Grenzen von 1974 bis 1996 ist Gwynedd heute ein Preserved County.
Mit 2.548 km² ist Gwynedd nach Powys das zweitgrößte County in Wales. Demgegenüber steht eine Einwohnerzahl von 118.800 (Stand 2009) und eine durchschnittliche Bevölkerungsdichte von 47 Einwohner je Quadratkilometer. 76,1 % der Einwohner von Gwynedd gaben 2001 an, Walisisch zu sprechen oder zumindest zu verstehen. Damit weist Gwynedd den höchsten Anteil walisischer Sprecher auf.

## Cyngor Gwynedd
Die Selbstverwaltung des Gebiets wird durch Cyngor Gwynedd (englisch: Gwynedd Council) ausgeübt. Es gibt eine Vollversammlung von 75 Abgeordneten, welche in ebenso vielen Wahlkreisen nach dem Mehrheitswahlrecht direkt gewählt werden. Sitzverteilung nach der Wahl vom 3. Mai 2012:
- Plaid Cymru 40 Sitze
- Parteilose 20 Sitze
- Llais Gwynedd 6 Sitze
- Gwynedd United Independents Group 3 Sitze
- Propel Group 2 Sitze
- Sonstige 4 Sitze

Die Vollversammlung tagt sechsmal im Jahr und legt die Richtlinien der Politik sowie den jährlichen Etat fest. Daneben gibt es ein Kabinett von 10 Mitgliedern sowie verschiedene Ausschüsse.

## Geographie

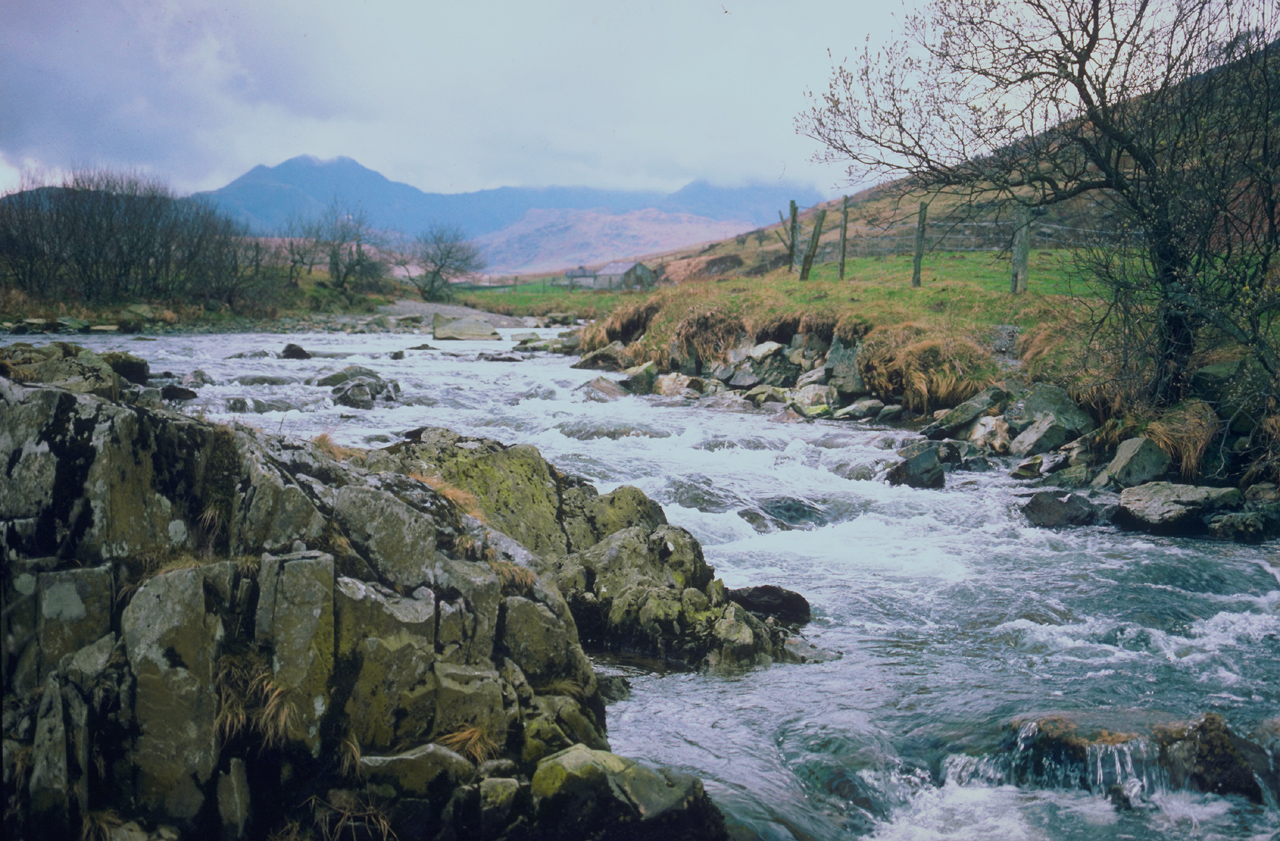
Blick zu den Höhenrücken und Spitzen des Snowdon horseshoe auf der Ostseite des Massivs

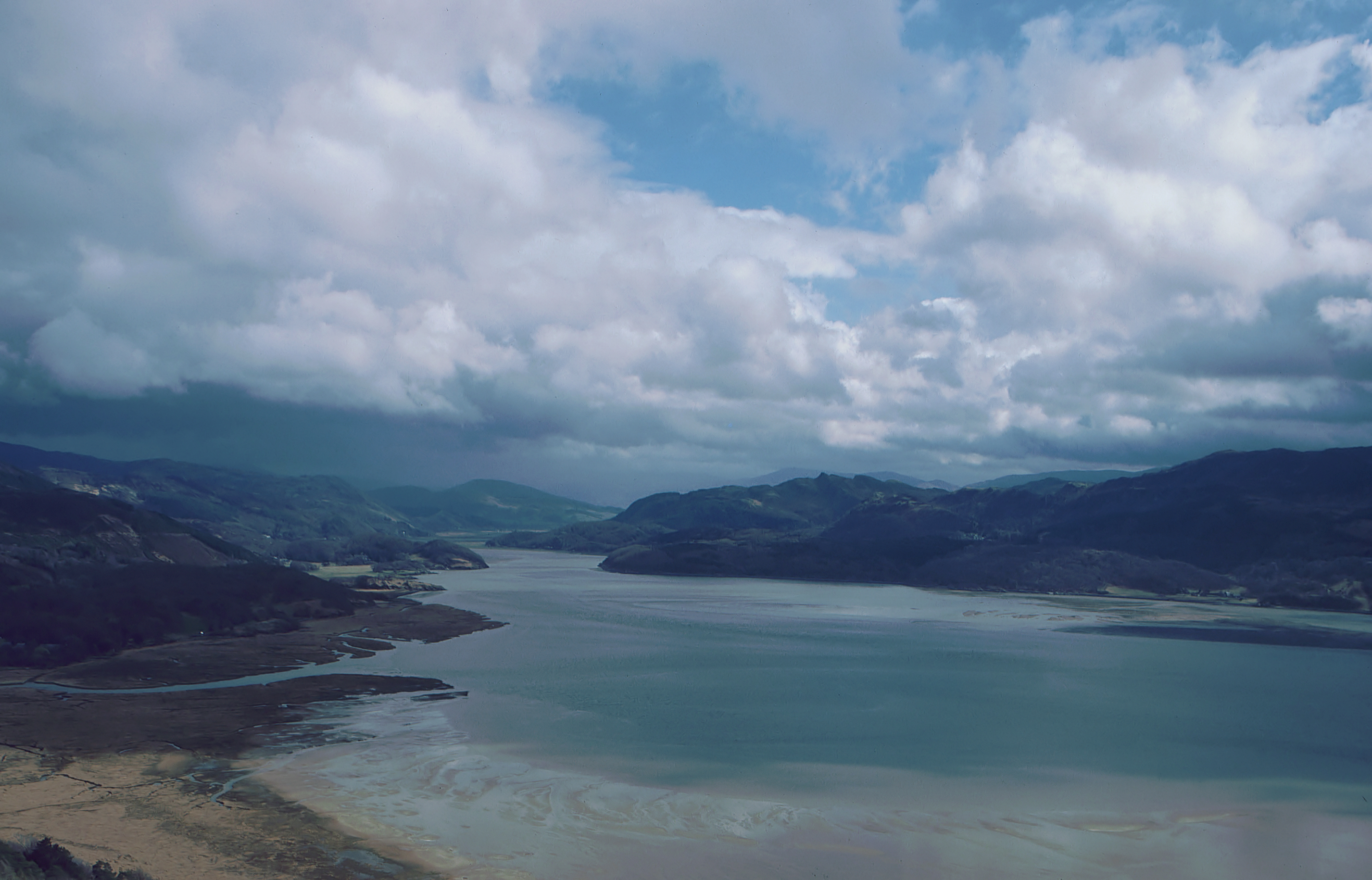
Mündung des Mawddach im Süden von Gwynedd

Das Festland von Gwynedd ist überwiegend bergig, mit mehreren sehr alten Gebirgsketten vulkanischen Ursprungs. Infolge intensiver glazialer Umformung haben sich scharfe Grate gebildet. Außerdem sind Trogtäler und Moränenstauseen entstanden, z. B. der Tall-y-Llyn am Cader Idris, was der Bergwelt Hochgebirgscharakter verleiht. Der Bala Lake, walisisch Llyn Tegid, im Osten ist das größte natürliche Gewässer in Wales.
Die Bergregion ist im 1951 gegründeten Snowdonia-Nationalpark geschützt. Die höchsten Erhebungen befinden sich im Nordwesten. 14 Gipfel sind höher als 3000 Fuß (= 915 Meter); der höchste ist mit 1085 Metern der Snowdon, Namensgeber des Nationalparks. Er ist zugleich der höchste Berg von England und Wales. Von Llanberis aus führt eine Bergbahn auf den Gipfel. Der Cadair Idris, ein langgezogener Bergrücken weiter südlich, erreicht eine Höhe von 892 m.
Die Insel Anglesey im Norden hat keine größeren Erhebungen. Sie ist durch die Menai Strait vom Festland getrennt und über zwei Brücken erreichbar: die 1826 erbaute Menai Suspension Bridge sowie die Britannia Railway Bridge von 1850. Die kleinere Insel Holy Island mit der Ortschaft Holyhead ist mit Anglesey durch die Four Mile Bridge verbunden.
Die Flachlandgebiete auf dem Festland beschränken sich auf die Küstenstreifen, die größeren Flusstäler und auf die Halbinsel Lleyn, die von Snodownia in südwestlicher Richtung in die Irische See ragt. Der größte Fluss im Norden Gwynedds ist der Conwy. Die Flüsse Glaswyn und Mawddach fließen im Westen zur Cardigan Bay. Der Dovey bildet im Süden einen Teil der Grenze zu Powys.
Die spärliche Gebirgsvegetation im Snowdonia-Gebiet weist zwei seltene Blumenarten auf, die sogenannte Snowdon-Lilie (Lloydia serotina) sowie den gelbblühenden Waldscheinmohn (Meconopsis cambrica). Zu den relativ wenigen Vogelarten in der Region zählen Raben, Kormorane, Turmfalken und Wanderfalken. In bewaldeten Teilen kommen Iltisse und Baummarder vor.

## Tourismus

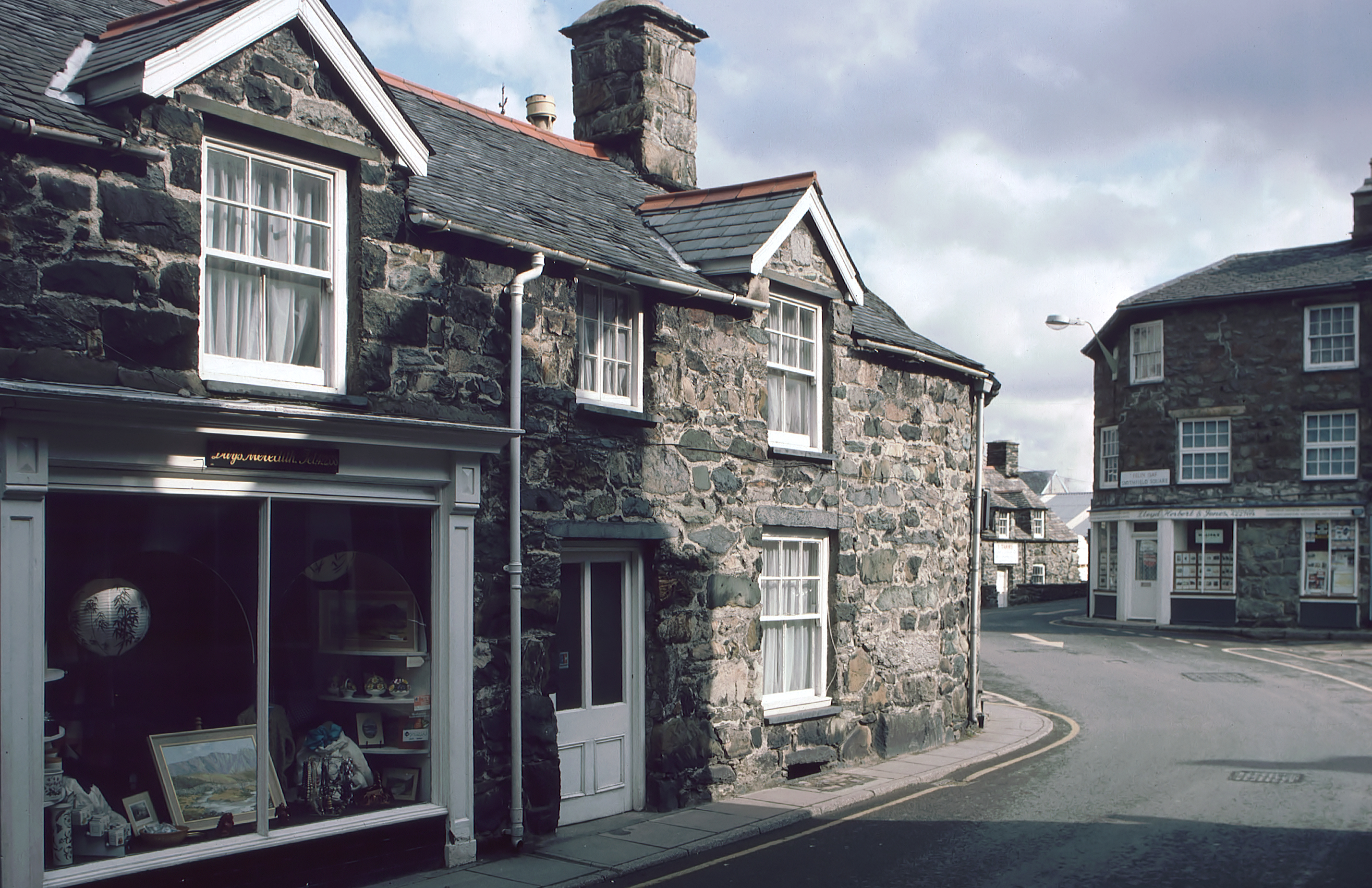
Örtlicher Granit und Schiefer sind charakteristisch für das Stadtbild von Dolgellau

Neben der Landwirtschaft ist der Tourismus ein wichtiger Wirtschaftsfaktor für Gwynedd. Allein der Snowdonia-Nationalpark, der die Hälfte des Countys einnimmt, und in dem 26.000 Menschen leben, zieht jedes Jahr Millionen von Besucher an. Er ist der drittbeliebteste Nationalpark in England und Wales. Der Grund dafür sind die vielfältigen Möglichkeiten zu klettern, zu wandern, zu angeln oder einfach nur auf Besichtigungstour zu gehen.
Ein Touristenzentrum nahe dem Park ist zum Beispiel Bala mit seinen Erholungseinrichtungen am Llyn Tegid (englisch Bala Lake); in Blaenau Ffestiniog sind die stillgelegten Llechwedd-Schieferkavernen zu besichtigen; Dinas Mawddwy lockt mit einer Textilmühle und mit Art & Craft Shops; nicht zu vergessen: Dolgellau unterhalb des Cader Idris; der alte Ort Ffestiniog oberhalb des bewaldeten Ffestiniog-Tals; Llanberis und die massiven Dinorwic-Schieferbrüche am Fuße des Snowdon; außerdem die Urlaubsorte Harlech, Barmouth und Aberdovey an der Cardigan Bay.
Eine Spitzenposition unter den Sehenswürdigkeiten in Gwynedd nimmt die Ffestiniog Railway ein. Gegründet 1832, ist sie die älteste aktive Schmalspurbahn und zugleich älteste noch existierende private Eisenbahngesellschaft weltweit.

## Die Burgen Edwards I.

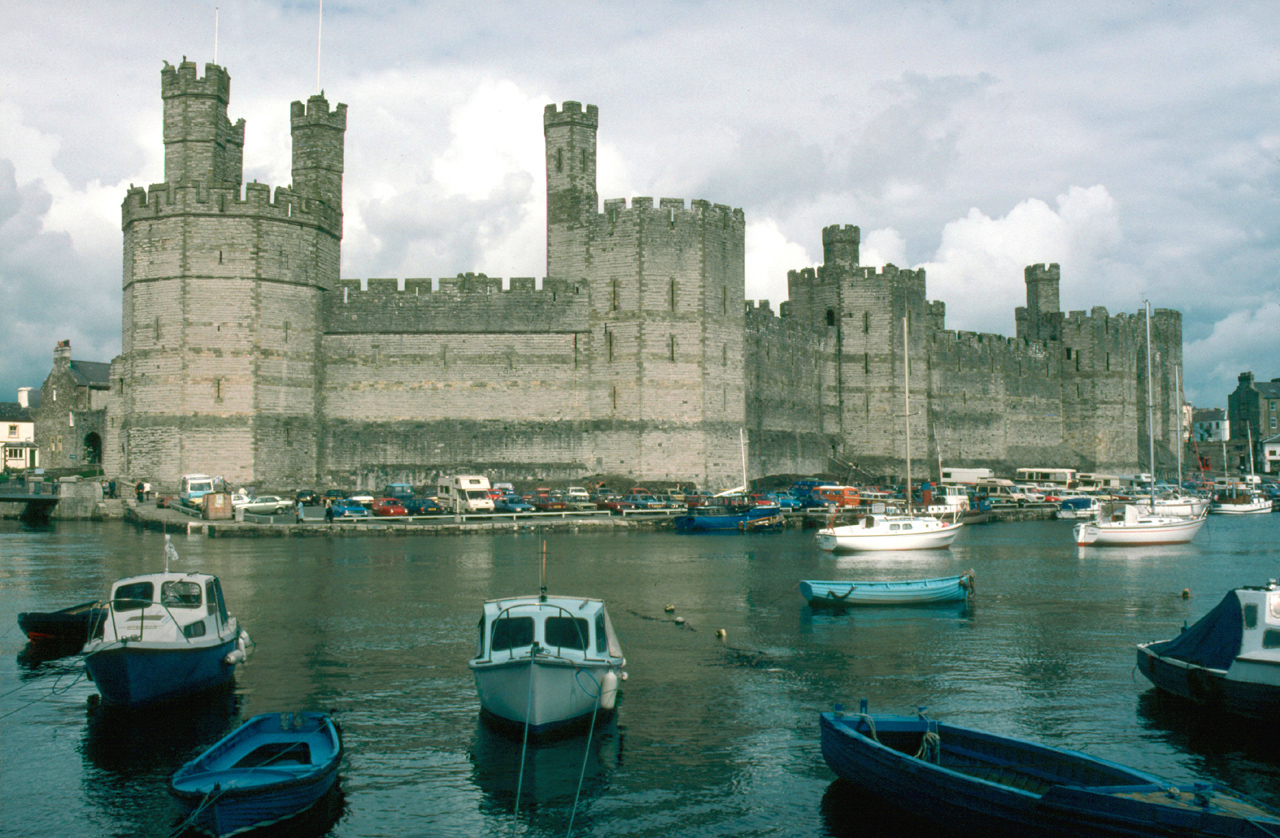
Caernarfon Castle an der Menai Strait

Der normannische König Edward I. verfolgte gegenüber Wales eine konsequente Eroberungspolitik. In zwei Feldzügen 1277 und 1282/1283 unterwarf er das Land und besiegte gleichzeitig den Fürsten Llywelyn ap Gruffydd, der zuvor Simon V. de Montfort unterstützt hatte. Mit dem Statut von Rhuddlan gab er dem neu gewonnenen Territorium ein strenges und für die Einwohner ungewohntes, an England angelehntes Verwaltungssystem.
Um seinen Herrschaftsbereich zu sichern, errichtete Edward in Wales acht neue Burgen und ließ zahlreiche andere restaurieren oder erweitern. In Gwynedd ließ er ab 1283 die Burg von Conwy errichten, danach folgten Caernarfon und Harlech Castle. Die letzte und größte war Beaumaris an der Menai Strait auf der Insel Anglesey.
Der Baumeister James of St. George war als führender Architekt von Verteidigungsanlagen verantwortlich für die mittelalterlichen Bauwerke, die alle in der Nähe des Meeres angesiedelt wurden. Heute gehören die Burgen wie auch die befestigten Städte, die Edward I. errichten ließ, als Baudenkmäler ihrer Epoche zum UNESCO-Weltkulturerbe.

## Sehenswürdigkeiten
- Aber Glaslyn Pass
- Aberdyfi Castle
- Arthog Waterfalls
- Bedd-y-brenin
- Bryn Seward
- Cader Idris
- Caernarfon Castle
- Carnedd Llewelyn
- Castell y Bere
- Corris Railway
- Criccieth Castle
- Cwmorthin Waterfall
- Cymer Abbey
- Dinas Dinlle (Hillfort)
- Fairbourne Railway
- Ffestiniog Railway
- Glyder Fawr
- Harlech Castle
- Llanberis Lake Railway
- Llyn Tegid
- Lyndy Bothy
- Moel Hebog
- Penrhyn Castle
- Penrhyn Castle Railway Museum
- Pont Minllyn
- Pistyll y Cain (Wasserfall)
- Snowdon
- Snowdon Mountain Railway
- Snowdonia-Nationalpark
- Talyllyn Railway
- Tomen y Mur
- Welsh Highland Railway